# ألان ووكر (عالم)
ألان ووكر (بالإنجليزية: Alan Walker)‏ (و. 1930  م) هو عالم موسيقى، ومؤرخ موسيقى، وبروفيسور، وكاتب سير من المملكة المتحدة، وكندا.
.

## التعليم
تعلم في جامعة درم.

## جوائز
حصل على جوائز منها:
- الجائزة التذكارية لجيمس تايت بلاك [الإنجليزية]‏
- زمالة الجمعية الملكية الكندية.